# Жозеп Гомес
Жозеп Антоніо Го́мес Морейра (кат. Josep Antonio Gómes Moreira; народився 3 грудня 1985; Ла-Массана, Андорра) — андоррський футболіст, воротар. Наразі виступає за «Сан-Рафаель» у Терсері (четвертий рівень) та національну збірну Андорри. Також на дорослому рівні виступав за команди «Андорра», «Ейвісса-Ібіца» та «Сьюдад-де-Вікар».

## Титули і досягнення
- Чемпіон Андорри (3):

Інтер (Ескальдес-Енгордань): 2019-20, 2020-21, 2021-22
- Володар Кубка Андорри (1):

Інтер (Ескальдес-Енгордань): 2020
- Володар Суперкубка Андорри (2):

Інтер (Ескальдес-Енгордань): 2020, 2021